# Chrétien Waydelich
Chrétien André Waydelich (Estrasburgo, 28 de noviembre de 1841 - 7 de septiembre de 1917), fue un jugador francés de cróquet.
Compitió en los Juegos Olímpicos de París 1900 en la disciplina deportiva del cróquet. Ganó la medalla de bronce en singles, de una bola y una medalla de oro en singles, de dos bolas.